# Aquellos tiempos del cuplé
Aquellos tiempos del cuplé es una película española de comedia musical estrenada en 1958, codirigida por Mateo Cano y el debutante José Luis Merino y protagonizada en el papel principal por Lilián de Celis.
La película consiguió el premio "Jimeno" revelación otorgado a José Luis Merino y Mateo Cano por sus labores en la dirección. Asimismo fue galardonada con el premio al mejor guion por el Sindicato Nacional del Espectáculo.

## Sinopsis
Mercedes Pavón, una famosa cupletista de principios del siglo XX, es cortejada por tres hombres muy diferentes entre sí: Ramón Escrivá, un teniente de Húsares; Camilo (barón de Togor), un aristócrata conquistador, y Julio Olvedo, un político. Sin embargo el hombre que la quiere en secreto es Jorge, el compositor de todas sus canciones.

## Reparto
- Lilián de Celis como Mercedes Pavón
- Rafael Luis Calvo como Julio Olvedo
- Gérard Tichy como Jorge
- Manuel Monroy como	Ramón Escrivá
- Ángel Jordán como Camilo
- Rafael Bardem como Líder parlamentario
- Mario Berriatúa como Alberto, conde de Peck
- José Calvo como Cordero
- Roberto Camardiel como político de la oposición
- Matilde Muñoz Sampedro como Micaela
- Félix de Pomés como Coronel Jacinto
- Pastor Serrador como Miembro del partido oposicionista
- Josefina Serratosa como Cantante amateur
- Amelia de la Torre como Marquesa viuda de Tolón
- Tota Alba
- Ángel Álvarez como Don Benigno
- Rafaela Aparicio como Portera
- Manuel Arbó como Emiliano
- Pedro Beltrán
- Joaquín Bergía
- Francisco Bernal como Doctor
- Xan das Bolas como	Tendero
- Félix Briones
- Joaquín Burgos como Cochero
- Juana Cáceres
- Rodolfo del Campo
- Juan Cazalilla como Fotógrafo francés
- Rafael Corés
- Pedro Fenollar
- Celia Foster
- Dolores García Morales
- Rufino Inglés
- Antonio Molino Rojo
- Ventura Oller
- Amelia Ortas
- Erasmo Pascual como Aspirante a ministro
- José Ramón Giner como Productor musical
- Mikaela
- Victoria Rodríguez
- Yelena Samarina
- José María Tasso
- Laura Valenzuela
- Aníbal Vela como Director del periódico
- José Villasante
- Emilia Zambrano